# 炮烙
炮烙（ほうらく）は、中国の古文献に記述された刑罰の1つである。文献によっては焙烙とも表記される。

## 概要
猛火の上に多量の油を塗った銅製の丸太を渡し、その熱された丸太のうえを罪人に裸足で渡らせ、渡りきれば免罪、釈放するというものである。『史記』によれば、暴君であったとされる殷最後の君主帝辛（紂王）と、その愛妾妲己が処刑を見世物として楽しむために考案したという。
罪人は焼けた丸太を必死の形相で渡るが、油で滑って転落しそうになる。丸太にしがみつき、熱くてたまらず、ついには耐え切れずに猛火へ落ちて焼け死んでしまう。この様子を観ながら紂王は妲己と抱き合いながら笑い転げたという。
西伯昌（文王）が廃止を懇願し、帝辛に領地を差し出してようやく廃止させたと伝えられる。

## 別の炮烙
炮烙の刑には上記に述べた物以外にも、銅製の円柱に罪人を縛りつけ、その円柱を業火で熱して罪人を焼き殺すという方法も伝わっている。横山光輝の『殷周伝説』と藤崎竜の『封神演義』ではこの説を採用している。
また、韓非子 喩老編では『箕子の憂い』の一部として炮烙が出てくるが、刑罰としてではなく贅沢に際限が無くなった紂王が作らせた肉を料理する設備と説明されている。

## 後代の例
後代にも、炮烙の刑により刑死した例がいくつか見られる。
- 呂婕妤
明の永楽帝の妃嬪。同じ妃嬪の権賢妃を毒殺したとして炮烙の刑により刑死。
- 朱高煦
永楽帝の次男。永楽帝崩御後、兄の洪熙帝即位するも、在位8カ月にして崩御、その皇太子である宣徳帝が即位する際、皇位の簒奪を試みたとして炮烙の刑にあった。

## 訳注
1. ↑  『紂、有蘇氏を伐つ。有蘇、妲己をもって女（めあわ）す。寵あり。その言みな従う。賦税を厚くして、もって鹿台の財を実（み）たし、鉅橋の粟（ぞく）を盈（み）たし、沙丘の苑台を広め、酒をもって池となし、肉を懸けて林となし、長夜の飲をなす。銅柱を為（つく）り、膏（あぶら）をもってこれに塗り、炭火の上に加え、罪ある者をしてこれに縁（よ）らしむ。足滑（なめ）らかにして跌（つまず）いて火中に墜（お）つ。妲己とこれを観て大いに楽しむ。名づけて炮烙の刑という』
2. ↑  横山光輝の場合、連載時の『コミックトム』の巻末のコメントで「2種類伝わる炮烙の刑のうち、あえてマイナーな方を採用した」と語っている。なお、一般に知られている炮烙の刑は『戦国獅子伝』で見る事が出来る。
3. ↑   Kanpishi.. Kanpishi B.C., Osamu Kanaya, Han fei zi B.C., 韓非子 B.C., 治 金谷. 岩波書店. (1994.4-1994.9). ISBN 4-00-332101-4. OCLC 959622705